# Claude Bowes-Lyon (1824-1904)

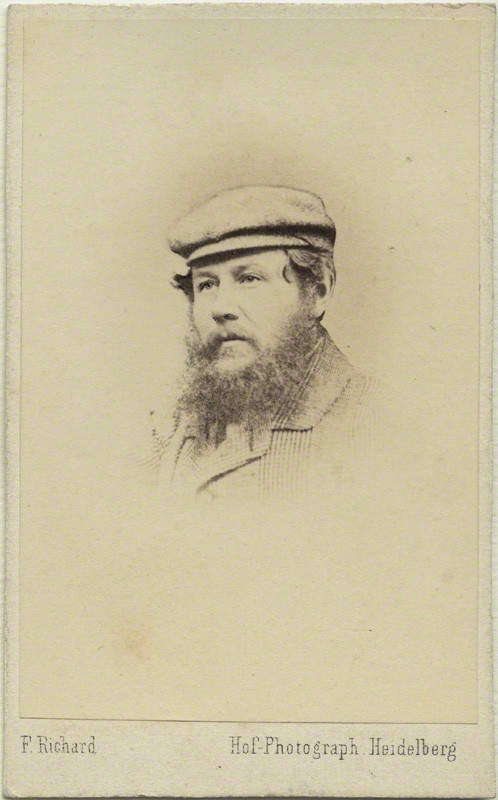
Carta de visita antigua de Claude Bowes-Lyon.

Claudio Jorge Bowes-Lyon, 13vo Conde de Strathmore y Kinghorne (21 de julio de 1824-16 de febrero de 1904) fue un noble británico. Fue el 13.º titular del Condado de Strathmore y Kinghorne.
Nació en Redbourn, Hertfordshire. Era el segundo hijo sobreviviente de Tomás Lyon-Bowes, Lord Glamis y su esposa Carlota Grimstead.
Sus abuelos eran Tomás Lyon-Bowes, 11.º Conde de Strathmore y Kinghorne y su primera esposa María Carpenter. Sus abuelos maternos fueron José Grimstead y Carlota Walsh.

## Matrimonio y familia
El 28 de septiembre de 1853, Claudio se casó con Frances Dora Smith. Tuvieron once hijos:
- Claudio Bowes-Lyon, 14.º Conde de Strathmore y Kinghorne (14 de marzo de 1855 - 7 de noviembre de 1944). Padre de Isabel Bowes-Lyon, Reina consorte de Jorge VI y abuelo materno de Isabel II.
- Francis Bowes-Lyon (23 de febrero de 1856 - 18 de febrero de 1948).
- Ernest Bowes-Lyon (4 de agosto de 1858 - 27 de diciembre de 1891).
- Herbert Bowes-Lyon (15 de agosto de 1860 - 14 de abril de 1897).
- Patrick Bowes-Lyon (5 de marzo de 1863 - 5 de octubre de 1946).
- Constance Frances Bowes-Lyon (8 de octubre de 1865 - 19 de noviembre de 1951).
- Kenneth Bowes-Lyon (26 de abril de 1867 - 9 de enero de 1911).
- Mildred Marion Bowes-Lyon (6 de octubre de 1868 - 9 de junio de 1897).
- Maud Agness Bowes-Lyon (12 de junio de 1870 - 28 de febrero de 1941).
- Evelyn Mary Bowes-Lyon (16 de julio de 1872 - 15 de marzo de 1876).
- Malcolm Bowes-Lyon (23 de abril de 1874 - 23 de agosto de 1957).

En 1865 sucedió a su hermano mayor Tomás Lyon-Bowes, 12.º Conde de Strathmore y Kinghorne. En 1887 fue creado Barón Bowes, del Castillo Streatlam y Lunedale, en el sistema de pares del Reino Unido.
Fue un representante noble escocés, de 1870 a 1892 y un Lord Teniente de Angus desde 1874 hasta su muerte.